# Vita sjö, Skåne
Vita sjö är en sjö i Örkelljunga kommun i Skåne och ingår i Stensåns huvudavrinningsområde. Sjön är 7 meter djup, har en yta på 0,224 kvadratkilometer och befinner sig 112 meter över havet. Vid provfiske har bland annat abborre, braxen, gädda och mört fångats i sjön.

## Delavrinningsområde
Vita sjö ingår i det delavrinningsområde (625080-135196) som SMHI kallar för Utloppet av Vita Sjö. Medelhöjden är 125 meter över havet och ytan är 2,42 kvadratkilometer. Räknas de 6 avrinningsområdena uppströms in blir den ackumulerade arean 7,84 kvadratkilometer. Avrinningsområdets utflöde Stensån mynnar i havet. Avrinningsområdet består mestadels av skog (72 %) och jordbruk (14 %). Avrinningsområdet har 0,22 kvadratkilometer vattenytor vilket ger det en sjöprocent på 9 %.

## Fisk
Vid provfiske har följande fisk fångats i sjön:
- Abborre
- Braxen
- Gädda
- Mört
- Sutare